# إيسامو فوكوي
إيسامو فوكوي (باليابانية: 福井 勲) (24 نوفمبر 1972 في طوكيو في اليابان – )؛ هو لاعب كرة قدم سابق كان يلعب كلاعب وسط.